# Eljero Elia
Eljero George Rinaldo Elia (Voorburg, 13 de fevereiro de 1987) é um ex-futebolista neerlandês que atuava como ponta-esquerda. 

## Carreira
Iniciou sua carreira no ADO Den Haag e depois passou pelo Twente, antes de se transferir para o Hamburgo. Depois ainda jogou por Juventus e Werder Bremen, até em 2015 voltar ao seu país natal para atuar pelo Feyenoord.

### Seleção Nacional
Estreou pela Seleção Neerlandesa em setembro de 2009 e fez parte da equipe dos Países Baixos que chegou à final na Copa do Mundo de 2010, disputada na África do Sul.

## Títulos
Juventus
- Serie A: 2011–12

Feyenoord
- Eredivisie: 2016–17
- Copa dos Países Baixos: 2015–16
- Supercopa dos Países Baixos: 2017

İstanbul Başakşehir
- Campeonato Turco: 2019–20

### Prêmios individuais
- Revelação do Futebol Neerlandês do ano: 2008–09